# Jan Woluch
Jan Woluch (ur. 14 sierpnia 1929 w Firleju, zm. 28 stycznia 2004 w Warszawie) – polski siatkarz, mistrz i reprezentant Polski, pracownik dydaktyczny Akademii Wychowania Fizycznego w Warszawie, działacz sportowy.

## Życiorys
W latach 1945–1949 był uczniem Państwowego Gimnazjum i Liceum Ogólnokształcącego w Lubartowie, w latach 1949–1952 studiował w Akademii Wychowania Fizycznego w Warszawie, po ukończeniu studiów otrzymał tytuł nauczyciela dyplomowanego. W latach 1950–1957 był zawodnikiem AZS-AWF Warszawa, z którym wywalczył mistrzostwo Polski w 1952, 1953, 1954, 1955, 1956 i 1957 oraz Puchar Polski w 1953, 1954 i 1955.
W reprezentacji Polski seniorów debiutował 7 sierpnia 1951 w meczu akademickich mistrzostw świata z Czechosłowacją. Wystąpił m.in. na mistrzostwach świata w 1952 (siódme miejsce) i 1956 (czwarte miejsce) oraz akademickich mistrzostwach świata w 1954 (piąte miejsce) i mistrzostwach Europy w 1955 (szóste miejsce). Ostatni raz w biało-czerwonych barwach zagrał 12 września 1956 w meczu mistrzostwach świata z Jugosławią. Łącznie w I reprezentacji Polski wystąpił 69 razy.
Od 1952 do przejścia na emeryturę w 1995 był pracownikiem dydaktycznym Akademii Wychowania Fizycznego w Warszawie, w Zakładzie Teorii i Metodyki Sportowych Gier Zespołowych, w 1955 obronił pracę magisterską, w 1956 zdobył uprawnienia trenera I klasy, w 1971 trenera klasy mistrzowskiej.
W latach 1977–1985 był wiceprezesem Polskiego Związku Piłki Siatkowej, w latach 1979–1991 członkiem Komisji Sportowo-Organizacyjnej Europejskiej Konfederacji Piłki Siatkowej (CEV).